# Valentín Vada
Valentín Vada (* 6. März 1996 in San Jorge) ist ein argentinischer Fußballspieler.

## Karriere
Vada begann seine Karriere bei Proyecto Crecer. Zur Saison 2010/11 wechselte er nach Frankreich in die Jugend von Girondins Bordeaux. Zur Saison 2013/14 rückte er in den Kader der Reserve Bordeauxs. In der Saison 2013/14 kam er zu 24 Einsätzen in der viertklassigen CFA, in der Saison 2014/15 absolvierte er ebenfalls 24 Viertligaspiele. Im Dezember 2015 debütierte er in der UEFA Europa League gegen Rubin Kasan für die Profis von Girondins. Sein Debüt in der Ligue 1 folgte im selben Monat gegen den SCO Angers. Bis zum Ende der Saison 2015/16 absolvierte er 16 Partien im französischen Oberhaus. In der Saison 2016/17 kam er zu 28 Einsätzen, in denen er sechs Tore erzielte. In der Saison 2017/18 absolvierte er 21 Spiele.
In der Saison 2018/19 kam Vada nur noch zweimal zum Zug, woraufhin er im Januar 2019 an den Ligakonkurrenten AS Saint-Étienne verliehen wurde. Für die ASSE kam er bis Saisonende zu zwölf Einsätzen in der Ligue 1. Im August 2019 verließ er Bordeaux endgültig und wechselte nach Spanien zum Zweitligisten UD Almería. Für Almería absolvierte er in der Saison 2019/20 34 Spiele in der Segunda División. Im Oktober 2020 wurde er innerhalb der Liga an den CD Teneriffa verliehen. Für den Inselklub absolvierte er während der Leihe 32 Spiele.
Nach der Leihe kehrte Vada nicht mehr nach Almería zurück, er wechselte im August 2021 weiter innerhalb der Liga zu Real Saragossa. In seiner ersten Spielzeit in Saragossa erzielte er sieben Tore in 29 Einsätzen in der zweithöchsten Spielklasse. In der Saison 2022/23 kam er zu 37 Einsätzen für Real. Im September 2023 verließ er Spanien nach vier Jahren wieder und wechselte nach Russland zu Erstligaaufsteiger Rubin Kasan. Bis zum Ende der Saison 2023/24 absolvierte er 21 Partien in der Premjer-Liga.